# ثيم (اسم)

تيم هو اسم عائلة من أصل ألماني وهولندي. الأشخاص الذين يحملون الاسم هم:
- دومينيك ثيم (مواليد 1993) - لاعب تنس نمساوي محترف.
- جورج ثيم (1897-1987) - صحفي أمريكي.
- كاثرين ثيم (مواليد 1988) - مجدفة ألمانية.